# بن كوتون
بن كوتون هو ممثل كندي، ولد في 26 يوليو 1975 في كندا.

## أعمال

### أفلام
- (2006) سليثر[6]
- (2008) اليوم الذي تبقى فيه الأرض صامدة[7][8][9]
- (2010) أيام الظلام[10]
- (2013) البحرية 3[11]
- (2016) نهاية اللعبة
- (2019) مطاردة باردة

### مسلسلات
- كايل إكس واي
- نزل بيتس[12]

## وصلات خارجية
- بن كوتون على موقع IMDb (الإنجليزية)
- بن كوتون على موقع ألو سيني (الفرنسية)
- بن كوتون على موقع أول موفي (الإنجليزية)
- بن كوتون على موقع قاعدة بيانات الفيلم (الإنجليزية)
- بن كوتون على موقع كينوبويسك (الروسية)